# Drabescus conspicuus
Drabescus conspicuus är en insektsart som beskrevs av William Lucas Distant 1908. Drabescus conspicuus ingår i släktet Drabescus och familjen dvärgstritar. Inga underarter finns listade i Catalogue of Life.